# Чемпионат России по дзюдо 1998
Чемпионат России по дзюдо 1998 года прошёл в Кстово с 25 по 29 ноября.

## Медалисты

### Мужчины
| Категория                   | Золото                         | Серебро                      | Бронза                                                |
| --------------------------- | ------------------------------ | ---------------------------- | ----------------------------------------------------- |
| Наилегчайший вес (до 60 кг) | Евгений Станев Санкт-Петербург | Александр Ридный Красноярск  | Руслан Магомедов Дагестан Владимир Дегтярёв Челябинск |
| Полулёгкий вес (до 66 кг)   | Магомед Джафаров Дагестан      | Ислам Мациев Москва          | Алексей Котов Москва Мусса Настуев Майкоп             |
| Лёгкий вес (до 73 кг)       | Виталий Макаров Челябинск      | Анатолий Ларюков Владикавказ | Евгений Карпухин Красноярск Аслан Анаев Адыгея        |
| Полусредний вес (до 81 кг)  | Павел Фунтиков Москва          | Сергей Серёгин Рязань        | Алексей Шершнев Красноярск Дмитрий Парахин Брянск     |
| Средний вес (до 90 кг)      | Сергей Игнатьев Красноярск     | Александр Михайлин Москва    | Вадим Архипов Тюмень Дмитрий Морозов Челябинск        |
| Полутяжёлый вес (до 100 кг) | Юрий Стёпкин Челябинск         | Гаяз Башяров Москва          | Фёдор Емельяненко Самара Алексей Сидоренко Самара     |
| Тяжёлый вес (свыше 100 кг)  | Тамерлан Тменов Владикавказ    | Сергей Косоротов Москва      | Мурат Хасанов Майкоп Дмитрий Дунаев Москва            |
| Абсолютная категория        | Олег Барковский Челябинск      | Давид Багаури Владимир       | Гаяз Башяров Москва Шамиль Дарбишев Москва            |

### Женщины
| Категория                   | Золото                                   | Серебро                          | Бронза                                                           |
| --------------------------- | ---------------------------------------- | -------------------------------- | ---------------------------------------------------------------- |
| Наилегчайший вес (до 48 кг) | Татьяна Кувшинова Нижегородская область  | Светлана Комарова Дзержинск      | Любовь Брулетова Пермь Татьяна Шишкина Самара                    |
| Полулёгкий вес (до 52 кг)   | Оксана Карзакова Тюмень                  | Людмила Храмова Самара           | Марина Ковригина Красноярск Милана Клейна ХМАО                   |
| Лёгкий вес (до 57 кг)       | Елена Троян Пермь                        | Нина Новгородцева Москва         | Наталья Петухова Санкт-Петербург Татьяна Иванова Санкт-Петербург |
| Полусредний вес (до 63 кг)  | Ирина Афонина Тула                       | Элина Новгородцева Москва        | Анна Сараева Самара Раса Цеханавичюте Дзержинск                  |
| Средний вес (до 70 кг)      | Светлана Галянт Петропавловск-Камчатский | Юлия Семёнова Калуга             | Юлия Кузина Оренбург Наталья Писарева Самара                     |
| Полутяжёлый вес (до 78 кг)  | Виктория Казунина Москва                 | Алла Куликова Пермь              | Полина Чеканина ХМАО Оксана Болтенкова Пермь                     |
| Тяжёлый вес (свыше 78 кг)   | Светлана Гундаренко Челябинск            | Теа Донгузашвили Санкт-Петербург | Ирина Родина Пермь Юлия Хехнёва Нижегородская область            |
| Абсолютная категория        | Ирина Родина Пермь                       | Оксана Болтенкова Пермь          | Светлана Фёдорова Тюмень Алла Куликова Пермь                     |